# Huddingeleden

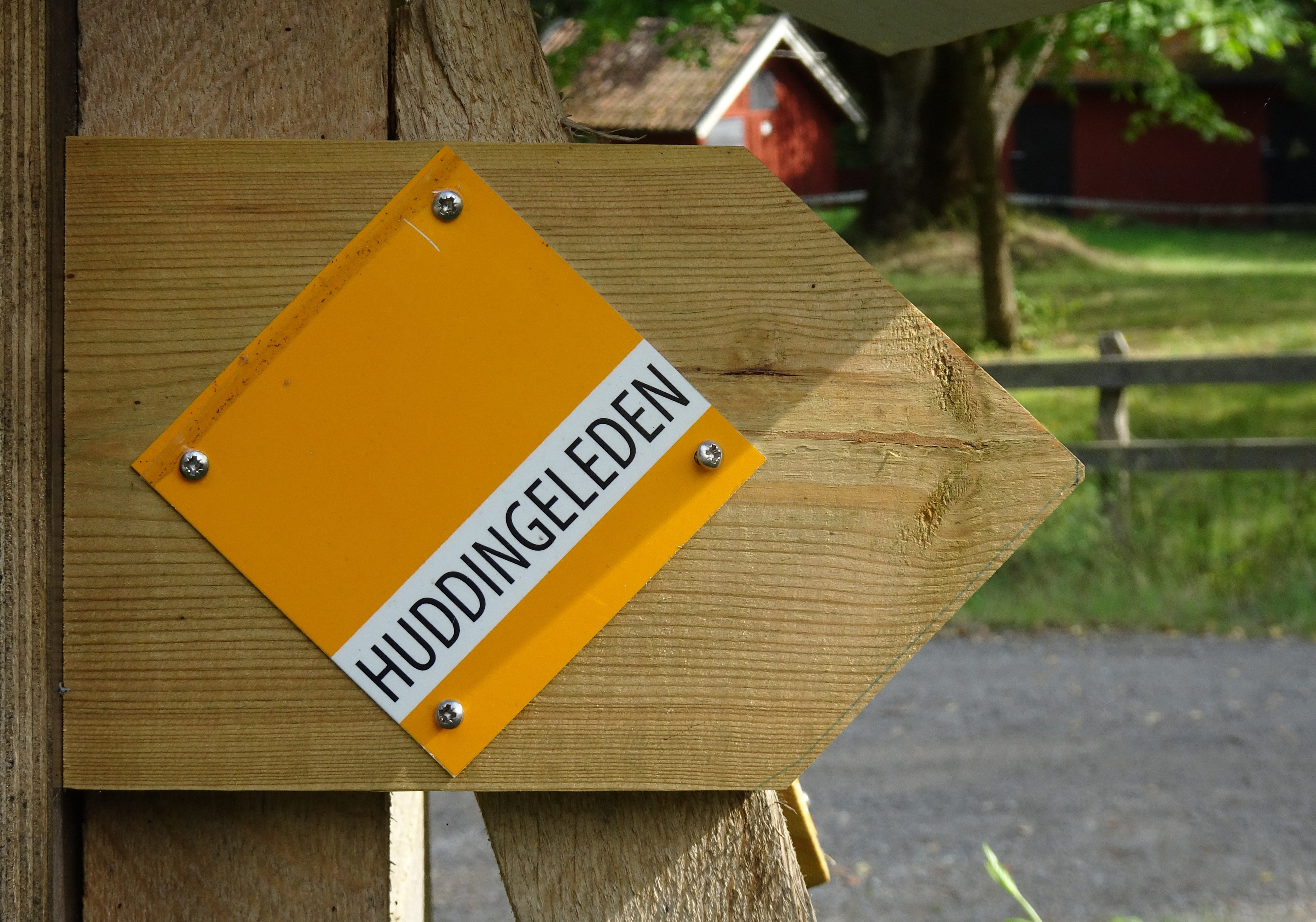
Huddingeledens märkning i Gladö Kvarnsjöns naturreservat, 2016.

Huddingeleden är en vandringsled i Huddinge kommun. Leden började anläggas och markeras på försommaren 2016 och invigdes officiellt den 28 april 2019 på Sundby gård. Leden är drygt 80 kilometer lång och knyter ihop Huddinges samtliga skyddade naturområden. Leden är uppmärkt med orangefärgade plåtskyltar med texten ”HUDDINGELEDEN”.

## Beskrivning

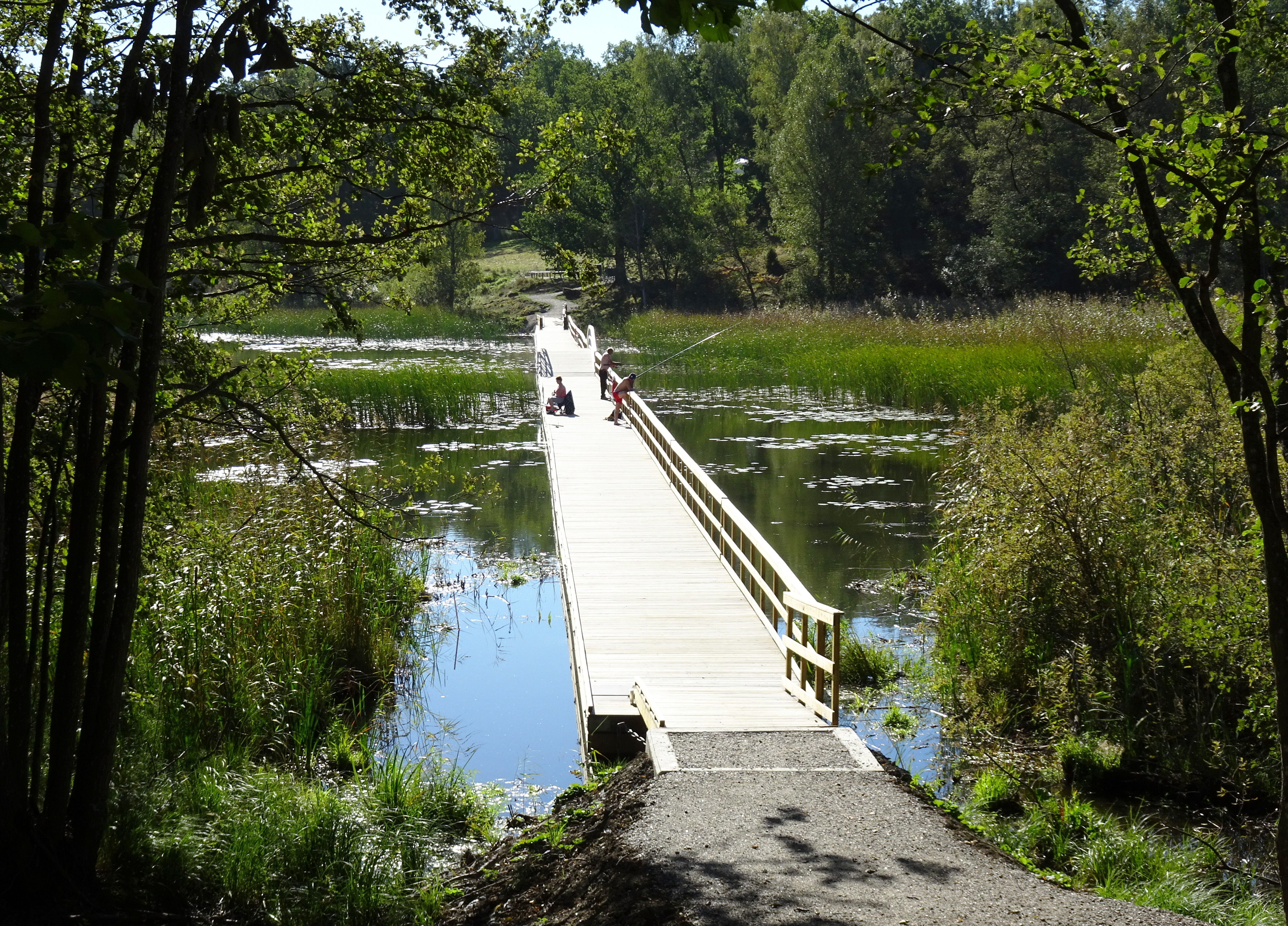
Flytbrygga över Gladöviksviken.

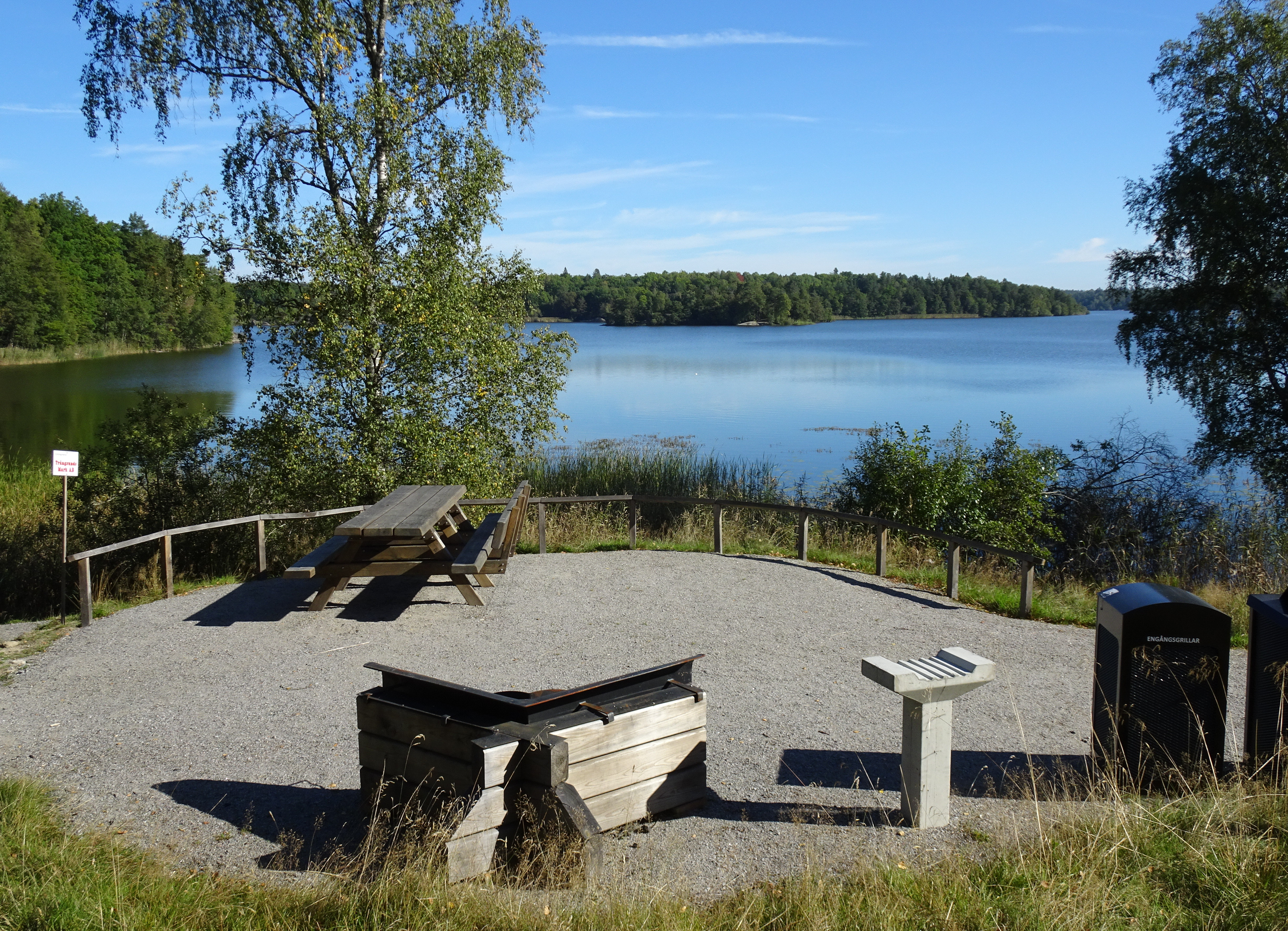
Rast- och grillplats vid Orlången.

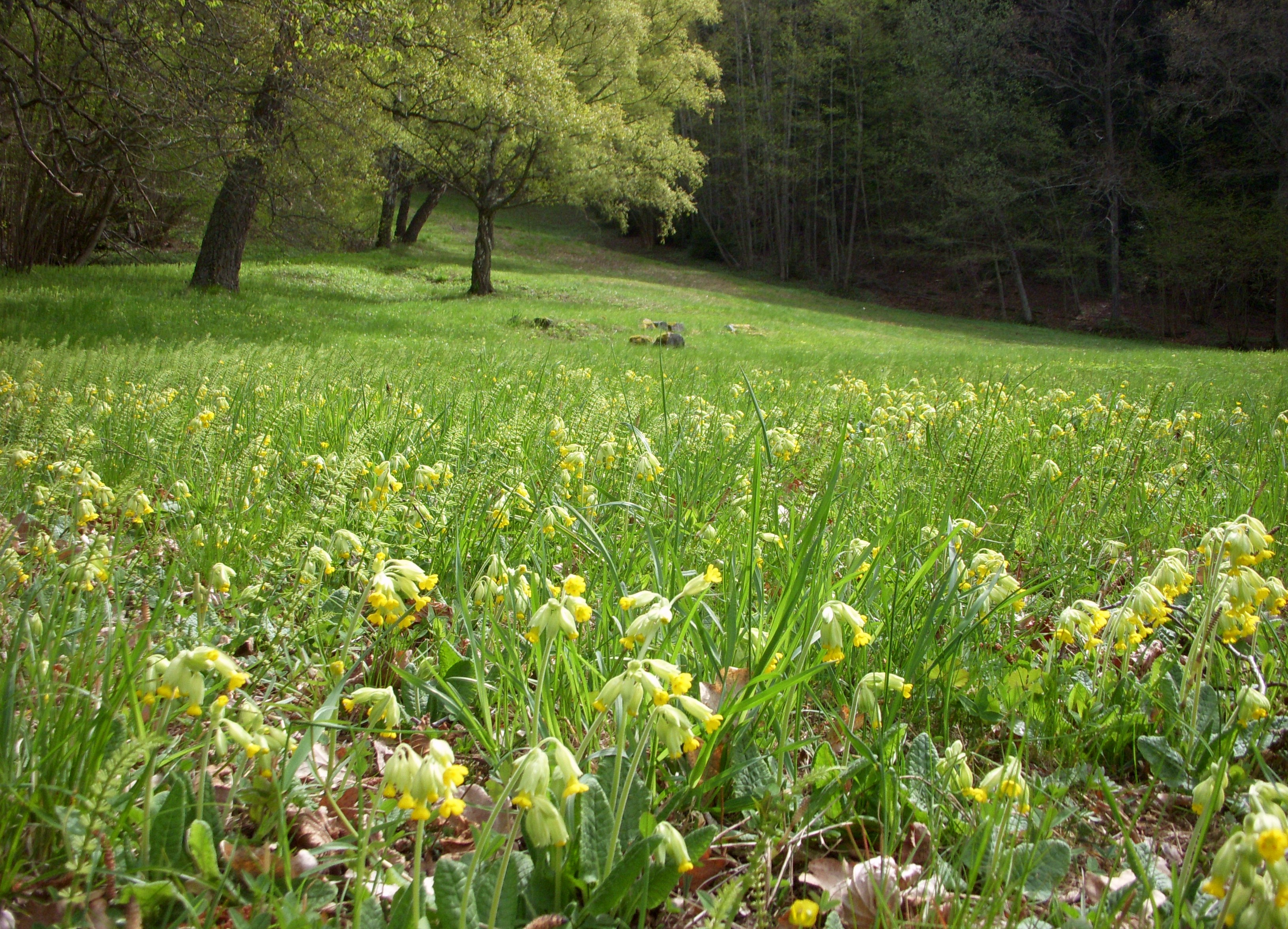
Gullvivor i Glömsta ängs naturreservat.

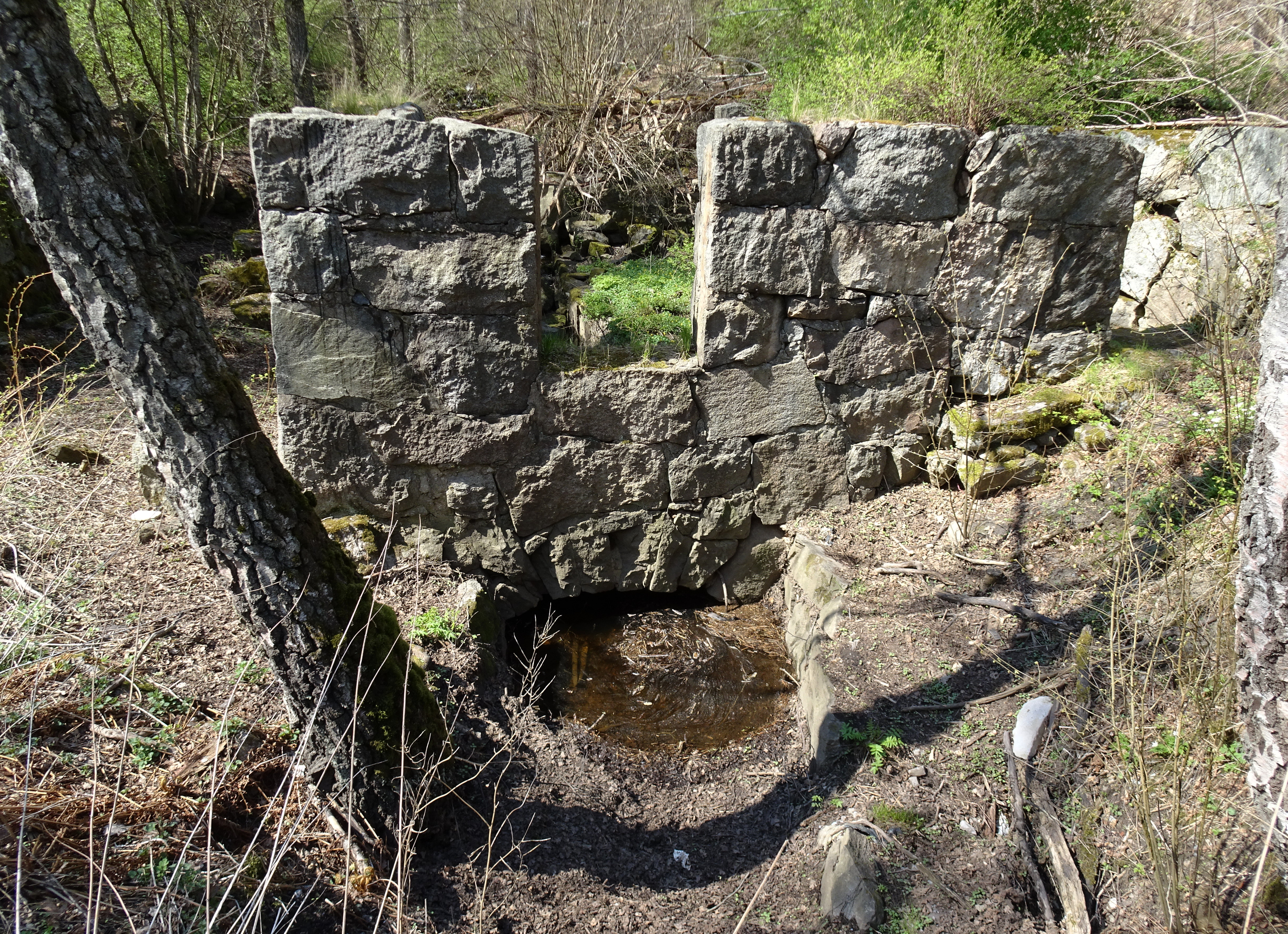
Gladö kvarns kvarnruin.

Redan på 1980-talet fanns en mindre vandringsled i Huddinge kommun som kallades Huddingeleden. Den underhölls inte föll i glömska men återupptäcktes av lokalprofilen Olle Magnusson. År 2014 beslöt kommunens naturvårdsavdelning att låta komplettera och märka upp befintliga leder och skapa därmed en helt ny led, där några avsnitt blev färdiga på försommaren 2016. Huddingeleden sträcker sig i en stor, förgrenad slinga på huvudsakligen befintliga stigar och vägar från Masmo i väster till Skogås i öster och från Stuvsta i norr till Ådran i söder. Vandringen går i naturmark, bara några få ställen passerar en tätort.
Leden sammanbinder sex Natura 2000-områden, ett biotopskyddsområde, 12 naturreservat och ett tiotal sjöar, bland dem Gömmaren, Magelungen, Drevviken, Gladökvarnsjön och Orlången. Vid Orlången anlades nya gångbryggor över Gladöviksviken samt nya rastplatser med grill och väderskydd. Här byggdes en helt ny vandringsslinga, som är tillgänglighetsanpassad, vilket innebär att rullstolsburna personer kan ta sig fram. Vandringsleden vid Gladöviken invigdes under festliga former den 7 juni 2016 och därmed öppnades även hela Huddingeleden.

## Naturområden
Huddingeleden sammanknyter följande skyddade naturområden (i alfabetisk ordning):
- Björksättrahalvön - Biologisk mångfald i både hagmark och gammelskog
- Drevvikens naturreservat -  Med höga natur-, kultur- och rekreationsvärden
- Flemingsbergsskogen - Ett av de artrikaste skogsområdena på Södertörn
- Flemingsbergsvikens våtmarksanläggning - Här följer leden den gamla sockenvägen
- Gladö Kvarnsjöns naturreservat - Biologisk mångfald och stort värde för det rörliga friluftslivet
- Gladöskogen - Starkt kuperad gammelskog med en rik vedsvampsflora, se även Rovfågelleden
- Gömmaren - Viktigt reservat för friluftsliv och undervisning
- Gömsta äng - Strandnära blomsterrik lund och äng, kommunens äldsta naturreservat
- Korpberget - Sveriges första kommunala biotopskyddsområde
- Lissmadalens naturreservat - Med mycket höga skyddsvärden avseende natur-, friluftsliv- och kultur
- Lännaskogen - Biologisk mångfald i både hagmark och gammelskog
- Orlången - Biologisk mångfald i både hagmark och gammelskog
- Paradiset - Biologisk mångfald i gammelskog med vildmarkskänsla
- Trångsundsskogen - Reservatet utgör ett till största delen skogbevuxet område

## Övriga områden
Bland övriga områden märks (från norr till söder):
- Masmoberget
- S:t Botvids begravningsplats
- Flottsbro
- Farsta strand
- Ågesta med Ågesta friluftsområde
- Stortorp
- Jättegrytor vid Djupån
- Gladö kvarns ruin